# Po morto di Carignano
Po morto di Carignano este o arie protejată (arie specială de conservare — SAC, sit de importanță comunitară — SCI, arie de protecție specială avifaunistică — SPA) din Italia întinsă pe o suprafață de 503 ha, integral pe uscat.

## Localizare
Centrul sitului Po morto di Carignano este situat la coordonatele 44°53′47″N 7°41′48″E / 44.896389°N 7.696667°E.

## Înființare
Situl Po morto di Carignano a fost declarat sit de importanță comunitară în septembrie 1995 pentru a proteja 24 de specii de animale. Alte tipuri de protecție:
- arie de protecție specială avifaunistică (în august 2000)[2]
- arie specială de conservare (în februarie 2017)[1][3][4]

## Biodiversitate
Situată în ecoregiunea continentală, aria protejată conține 3 habitate naturale: Păduri aluvionare cu Alnus glutinosa și Fraxinus excelsior (Alno-Padion, Alnion incanae, Salicion albae), Râuri de munte și vegetația lor lemnoasă cu Salix elaeagnos, Lacuri eutrofice naturale cu vegetație de tip Magnopotamion sau Hydrocharition.
La baza desemnării sitului se află mai multe specii protejate:
- păsări (18): pescăruș albastru (Alcedo atthis), rață pitică (Anas crecca), stârc roșu (Ardea purpurea), rața moțată (Aythya fuligula), rață roșie (Aythya nyroca), chirighiță neagră (Chlidonias niger), erete de stuf (Circus aeruginosus), erete vânăt (Circus cyaneus), porumbel de scorbură (Columba oenas), egretă mică (Egretta garzetta), cufundar polar (Gavia arctica), sfrâncioc roșiatic (Lanius collurio), rață pestriță (Mareca strepera), prigoare (Merops apiaster), stârc de noapte (Nycticorax nycticorax), cormoran mare (Phalacrocorax carbo), corcodel mare (Podiceps cristatus), Spatula clypeata
- amfibieni (3): Pelobates fuscus insubricus, Rana latastei, Triturus carnifex
- pești (3): Barbus plebejus, Cobitis bilineata, Telestes muticellus

Pe lângă speciile protejate, pe teritoriul sitului au mai fost identificate 5 specii de amfibieni, 2 specii de mamifere, 5 specii de reptile.